# Gillan
Gillan — британская хард-рок-группа, существовавшая в 1978—1982 годах. Собрана вокалистом Иэном Гилланом после расформирования его предыдущей группы Ian Gillan Band.

## История
В июле 1978 года Иэн Гиллан стал недоволен стилем джаз-фьюжн, который исполнял Ian Gillan Band. К тому же коммерческий успех этой группы был скромным. В итоге Гиллан распустил группу, оставив при себе лишь клавишника Колина Таунса, и нанял новых музыкантов — гитариста Стива Бёрда, барабанщика Лиама Геноки и бас-гитариста Джона Маккоя. Новая группа была названа «Gillan».
Изначально группа работала в жанре прогрессивного рока, выпустив свой дебютный одноимённый альбом в сентябре 1978 года. При этом она могла иметь контракт с лейблом только в Японии, Австралии и Новой Зеландии. Эта запись впоследствии стала широко известна The Japanese Album при переиздании на CD в 1994 году. После концертного дебюта группы на фестивале в Рединге в том же году, группу покидает Геноки. Он был заменён для последующего турне Питом Барнаклом.
Альбом был достаточно успешным, чтобы привлечь больше внимания, и в 1979 году группа обеспечила себе европейский контракт с Acrobat Records. Прежде чем приступить к записи нового альбома, Бёрд был заменен на Берни Торме, а Барнакл — на барабанщика Мика Андервуда, бывшего коллегу Иэна Гиллана по Episode Six. «Кричащая гитара» Торме в корне изменила звучание группы, и группа Gillan приняла более хеви-металическое направление.
Этот состав записал альбом Mr. Universe, содержавший много переработанных песен из The Japanese Album. В отличие от предшественника, альбом попал в музыкальные чарты, но тем не менее, это не спасло Acrobat Records от банкротства. В результате был заключен мульти-альбомный контракт с Virgin Records.
Между тем, в Японии, Австралии и Новой Зеландии вышла альтернативная версия Mr. Universe с другим набором треков, чтобы избежать повторения с первым альбомом. Несколько альтернативных треков были включены в The Japanese Album.
В 1980 году Gillan достигли пика своего успеха, выпустив альбом Glory Road. Тем не менее, группа оставалась неизвестной в Северной Америке и не смогла привлечь к себе там никакого интереса, несмотря на несколько туров.
К 1981 году некоторых участников группы стало раздражать, что их успех в Европе и Японии не повлёк за собой увеличения финансовых вознаграждений. Следующий альбом, Future Shock 1981 года, в котором были хиты «No Laughing In Heaven» и ремейк R&B-стандарта «New Orleans», поднялся до 2-го места в британском UK Albums Chart. После выхода альбома Future Shock, во время гастролей по Германии, группу покидает Торме — непосредственно перед тем, как она должна была вылететь обратно в Великобританию, чтобы появиться в программе Top of the Pops.
Торме был заменен на гитариста White Spirit Яника Герса, и этот состав выпустил двойной концертно-студийный альбом Double Trouble в конце 1981 года, который так же попал в Top-10 в Великобритании.
В августе 1982 года вышел последний альбом группы — Magic. К этому времени напряжённость из-за денег достигла своего апогея. Все бизнес-проекты Гиллана потерпели фиаско: японские конкуренты наносили ущерб его мотоциклетному бизнесу, отелем управлял сомнительный менеджер, Kingsway Recorders обанкротилась. В довершение неприятностей самому Гиллану нужно было время для операции по удалению узлов на голосовых связках.
После тура Magic группа провела заключительное шоу в комплексе «Уэмбли Арена» 17 декабря, после чего Иэн Гиллан распустил её. Музыканты группы выражали своё недовольство тем, как была ликвидирована группа и той финансовой дырой, в которую они угодили. Иэн Гиллан впоследствии вспоминал те события:

«Они называли меня лжецом и все такое. Но спросите любого, кто был внутри... то, что я вам сказал, это именно то, что произошло. В частности, я в большом долгу перед Миком Андервудом — он устроил меня на работу в Purple в первую очередь, совершенно бескорыстным образом, когда он был в Episode Six. Но я полагаю, если вы посмотрите на голые факты и спросите меня, был ли я жестоким и невнимательным к благополучию других людей, ну... я был, до какого-то момента».

## Дискография
- 1978 — Gillan (также известен как The Japanese Album)
- 1979 — Mr. Universe
- 1980 — Glory Road
- 1981 — Future Shock
- 1981 — Double Trouble
- 1982 — Magic

## Публикации
- Ling, Dave. How Ian Gillan put Deep Purple behind him and launched a new chapter of his career with Gillan. Ian Gillan reinvented himself as a NWOBHM-era star with Gillan (англ.). Classic Rock (10 марта 2025). Дата обращения: 17 апреля 2025.